# Tchornyï Ostriv
Tchornyï Ostriv (ukrainien : Чорний Острів, russe : Чёрный Остров) est une commune urbaine de l'oblast de Khmelnytskyï, en Ukraine. Elle compte 923 habitants en 2021.